# Les Sentiers de l'aube
 (septembre 2012).
Si vous disposez d'ouvrages ou d'articles de référence ou si vous connaissez des sites web de qualité traitant du thème abordé ici, merci de compléter l'article en donnant les références utiles à sa vérifiabilité et en les liant à la section « Notes et références ».
Albums de AqME
Épithète, Dominion, Épitaphe
(2012) Dévisager Dieu
(2014)
Les Sentiers de l'aube est un EP du groupe de rock alternatif français AqME, sorti en 2012.
Il est composé de 3 nouveaux morceaux ainsi que de 3 morceaux enregistrés en public.
Cet EP est disponible dans la réédition limitée de l'album Épithète, Dominion, Épitaphe ou séparément sur iTunes.

## Liste des titres
1. Tout s'effondre
2. Fils ingrat
3. Autolyse
4. Idiologie (live)
5. Pornographie (live)
6. Luxe assassin (live)

## Crédits
- Vincent Peignart-Mancini — chant
- Julien Hekking — guitare
- Charlotte Poiget— basse
- Etienne Sarthou — batterie